# José Amir da Costa Dornelles
José Amir da Costa Dornelles (* 24. August 1953 in Porto Alegre, Rio Grande do Sul Brasilien) ist ein brasilianischer Diplomat. Er hat den Rang eines Ministro de Segunda Classe da Carreira de Diplomata do Ministério das Relações Exteriores.

## Werdegang
Dornelles ist der Sohn von Amir Dauzacker Dornelles und Manoela da Costa Dornelles.
Seit 1976 ist Dornelles im Außenministerium Brasiliens tätig. Ab 1977 arbeitete er in der Abteilung Afrika II, von 1978 bis 1979 war er kommissarischer Geschäftsträger der Botschaft in Algier und dann zeremonieller Assistent. 1982 wurde Dornelles zweiter Sekretär an der Botschaft in Wien, 1984 zweiter Sekretär bei der Vertretung bei den internationalen Organisationen in Wien und 1986 erst zweiter, dann erster Sekretär an der Botschaft in Nairobi (Kenia). Als Assistent arbeitete er ab 1989 bei der Abteilung Wirtschaftspolitik, ab 1991 bei der Abteilung Landwirtschaft und basisprodukte und ab 1992 beim Sekretariat für Beziehungen des Nationalkongresses. Ab 1993 war Dornelles bei der Ständigen Vertretung Brasiliens bei der Europäischen Gemeinschaft als Berater und erster Sekretär, ab 1997 an der Botschaft in Caracas (Venezuela) als Berater und 2001 in der Abteilung Zentral- und Nordamerika als Leiter. 2003 wurde Dornelles Leiter der Abteilung  Vereinigte Staaten und Kanada, 2004 ministerialer Berater der Ständigen Vertretung bei der Lateinamerikanische Integrationsvereinigung (ALADI) und Mercosur und 2006 ministerialer Berater der Botschaft in Montevideo (Uruguay). Dornelles wurde dann 2008 Berater für zeremonien und 2009 Subchef. Schließlich war er ab 2011 Kabinettschef des General-Sub-Sekretariats Politik.
Am 9. April 2013 wurde Dornelles von Präsidentin Dilma Rousseff zum neuen brasilianischen Botschafter in Osttimor ernannt. Die Bestätigung vom Bundessenat erfolgte am 19. März 2013. Das Amt hatte Dornelles bis 2016 inne.

## Auszeichnungen
- 1979: Ordem do Mérito Nacional, Elfenbeinküste, Cavaleiro[1]
- 1980: Orden des Befreiers San Martin, Argentinien, Offizier[1]
- 2003: Orden vom Aztekischen Adler, Mexiko, Kommandeur[1]
- 2007: Medalha do Pacificador, Brasilien[1]
- 2007: Medalha Mérito Santos-Dumont[1]
- 2009: Rio-Branco-Orden, Brasilien, Großoffizier[1]
- 2010: Medalha da Vitória, Verteidigungsministerium, Brasilien[1]
- 2010: Offizier der Ehrenlegion, Frankreich[1]